# Babotin
Babotin is een bestuurslaag in het regentschap Belu van de provincie Oost-Nusa Tenggara, Indonesië. Babotin telt 1160 inwoners (volkstelling 2010).